# Tender Prey
Tender Prey — п'ятий студійний альбом гурту Nick Cave and the Bad Seeds, представлений 19 вересня 1988 року під лейблом Mute Records. Платівка отримала позитивні відгуки від музичних критиків та потрапила у чарти Великої Британії, проте не змогла увійти в чарти Австралії чи США. Альбом було перевидано 29 березня 2010 року у вигляді колекційного видання на CD/DVD, а також у жовтні 2010 року. Разом із The Boatman's Call альбом увійшов у книгу «100 найкращих альбомів Австралії».

## Список пісень
| #     | Назва                                       | Тривалість |
| ----- | ------------------------------------------- | ---------- |
| 1.    | «The Mercy Seat»                            | 7:17       |
| 2.    | «Up Jumped the Devil»                       | 5:16       |
| 3.    | «Deanna»                                    | 3:45       |
| 4.    | «Watching Alice»                            | 4:01       |
| 5.    | «Mercy»                                     | 6:22       |
| 6.    | «City of Refuge»                            | 4:48       |
| 7.    | «Slowly Goes the Night»                     | 5:23       |
| 8.    | «Sunday's Slave»                            | 3:40       |
| 9.    | «Sugar Sugar Sugar»                         | 5:01       |
| 10.   | «New Morning»                               | 3:46       |
| 11.   | «The Mercy Seat (video mix)» (тільки на CD) | 5:05       |
| 54:34 |                                             |            |

## Учасники запису
Nick Cave and the Bad Seeds
- Нік Кейв — вокал, орган Гаммонда (1, 3, 6, 7), губна гармошка (4–6), фортепіано (4, 8, 10), тамбурин (10), вібрафон (5)
- Мік Гарві — бас-гітара (2–10), бек-вокал (1, 2, 5–7, 10), акустична гітара (3, 6, 8–10), барабани (3, 8, 10), перкусія (6, 9), ксилофон (2, 7), гітара (1), петлі басу (1), фортепіано (1), орган (10)
- Блікса Баргельд — гітара (2, 3, 6–8, 10), бек-вокал (2, 5, 6, 10), слайд-гітара (1, 5)
- Роланд Вольф — фортепіано (2, 5, 7, 9), орган (6,7), гітара (1), бек-вокал (6)
- Кід Конго Паверс — гітара (2, 3, 5, 6, 9), бек-вокал (5, 6)
- Томас Видлер — барабани (1 ,2, 4–7, 9), бек-вокал (6)

## Чарти
| Чарт (1988)                 | Найвища позиція |
| --------------------------- | --------------- |
| UK Albums Chart             | 67              |
| UK Independent Albums Chart | 2               |